# Dizy-le-Gros
Dizy-le-Gros es una comuna francesa, situada en el departamento de Aisne, de la región de Alta Francia.

## Demografía
| 1 057 | 1 032 | 854 | 829 | 762 | 755 | 793 | 760 |
| Para los censos de 1962 a 1999 la población legal corresponde a la población sin duplicidades (Fuente: INSEE [Consultar]) |       |     |     |     |     |     |     |